# Terra-Uno
Terra-Uno (o anche Terra-1) è il nome dato a due diversi universi immaginari (versione pre- e post-Crisi dello stesso universo) che comparvero nelle storie a fumetti statunitensi pubblicati dalla DC Comics. La prima Terra-Uno venne nominata in Justice League of America n. 21 (1963), dopo che The Flash n. 123 (1961) spiegò come la versione Golden Age (Terra-Due) dei personaggi come Flash I (Jay Garrick) potessero comparire in storie con protagonisti le loro controparti della Silver Age (Barry Allen). Questa continuità di Terra-Uno comprese gli eroi della Silver Age, inclusa la Justice League of America. Terra-Uno, insieme alle altre quattro Terre sopravvissute del Multiverso DC, furono fuse in un'unica Terra nella miniserie Crisi sulle Terre infinite del 1986. In Crisi infinita, Terra-Uno fu resuscitata e fusa con la prima Terra dell'epoca della pubblicazione, creando così Nuova Terra. Successivamente, in 52, fu creata una nuova versione di Nuova Terra.

## Versione pre-Crisi

### Flash dei Due Mondi
Fu originariamente suggerito che i personaggi della DC esistevano sui propri mondi, in quanto tra di loro non si erano mai incontrati. Tuttavia, tutto questo fu presto cambiato da un'alleanza formata tra alcuni protagonisti. Numerose pubblicazioni, incluse All-Star Comics (che pubblicava le storie della Justice Society of America), Leading Comics (che pubblicava storie dei Sette Soldati della Vittoria) ed altri fumetti, introdussero un universo condiviso tra in numerosi personaggi dagli anni quaranta fino ai nostri giorni.
Le Terre con realtà alternative furono utilizzate nella DC prima di allora, ma non vi fu nessun riferimento dopo quella storia particolare. Anche se alcune di queste Terre alternative erano così diverse tra loro che nessuno avrebbe confuso quelle Terre con la vera Terra. Tutto questo cambiò quando l'esistenza di un'altra Terra attendibile fu accertata in "Flash dei due mondi", in cui Barry Allen, il Flash moderno a cui ci si riferì come al Flash di Terra-Uno (ambientazione delle storie della Silver Age) viaggiò fino ad un'altra Terra, vibrando accidentalmente ad una velocità tale che gli consentì di giungere su Terra-Due, dove incontrò Jay Garrick, la sua controparte di Terra-Due.

## Eventi rilevanti
- More Fun Comics vol. 1 n. 101 (1944) - prima comparsa di Superboy. Secondo il canone, il Superman di Terra-Due non combatté il crimine fino al raggiungimento di Metropolis da adulto, quindi è la prima comparsa di Terra-Uno nei fumetti.
- Superman vol. 1 n. 47 (1947) - un'avventura di Superman che fa riferimento al suo periodo come Superboy, il che indica che è la prima storia non ufficiale a proposito del Superman di Terra-Uno.
- Superman vol. 1 n. 76 (1952) - la prima comparsa del Batman di Terra-Uno, in cui si allea con quello che dovrebbe essere il Superman di Terra-Uno. I due combattenti del crimine si incontrarono per la prima volta in questa storia. Le loro controparti di Terra-Due si conoscevano fin dai tempi della Justice Society of America negli anni quaranta.
- (1954) - I fumetti di Superman e Batman cambiarono dalla versione di Terra-Uno a quella di Terra-Due, sebbene all'epoca non fu apparente.
- Detective Comics n. 225 (1955) - prima comparsa di J'onn J'onzz, the Martian Manhunter.
- Showcase vol. 1 n. 4 (1956) - il primo fumetto di Terra-Uno (sebbene non fu menzionato come tale), con l'introduzione di Barry Allen come Flash II.
- Adventure Comics vol. 1 n. 229 (1956) - prima comparsa non ufficiale dell'Aquaman di Terra-Uno.
- Adventure Comics vol. 1 n. 246 (1958) - prima comparsa non ufficiale del Freccia Verde di Terra-Uno.
- Wonder Woman vol. 1 n. 98 (1958) - prima comparsa non ufficiale della Wonder Woman di Terra-Uno.
- Showcase vol. 1 n. 22 (1959) - prima comparsa di Hal Jordan, la Lanterna Verde di Terra-Uno.
- The Flash vol. 1 n. 123 (1961) - "Il Flash dei due mondi" Barry Allen incontra Jay Garrick. Questa è la prima storia a spiegare l'esistenza del Multiverso DC, poiché le azioni di Barry Allen e Jay Garrick ebbero luogo su due Terre diverse ma simili.
- Showcase vol. 1 n. 34 (1961) - prima comparsa di Ray Palmer, l'Atomo di Terra-Uno.
- Justice League of America vol. 1 n. 21 (1963) - "Crisi su Terra-Uno". Prima alleanza tra la Justice League of America con la Justice Society of America, cosa che divenne una routine annuale nei fumetti della Justice League of America. Questa è la storia in cui per la prima volta sia a Terra-Uno che a Terra-Due furono dati questi nomi.
- Green Lantern vol. 2 n. 85 (1971) - "Snowbirds Don't Fly". Una storia che si concentra sulla dipendenza dalla droga, mostrando il braccio destro di Freccia Verde, Roy Harper dipendente dall'eroina. La storia vinse il Shazam Award nel 1971 per la Migliore Storia Originale.
- Swamp Thing vol. 1 n. 1 (1972) - prima avventura di Alec Holland, alias Swamp Thing. La storia vinse il Shazam Award nel 1972 per la Migliore Storia Originale.
- Crisi sulle Terre infinite n. 10 (1986) - Numero in cui Terra-Uno, Terra-Due, Terra-Quattro (casa dei personaggi della ex- Charlton Comics), Terra-S (casa dei personaggi della Fawcett Comics), e Terra-X (casa degli eroi della Quality Comics) furono unite in un'unica realtà, infine nominata Nuova Terra.
- DC Comics Presents vol. 1 n. 97 (1986) - "Phantom Zone: The Final Chapter" ultima storia ufficiale di Terra-Uno.
- Superman vol. 1 n. 423 (1986) - Che cosa è successo all'Uomo del Domani?: l'ultima storia del Superman di Terra-Uno, anche se tecnicamente era una storia immaginaria e non fa parte delle storie di Terra-Uno. Comprende camei di altri eroi di Terra-Uno.

## Distruzione
Crisi sulle Terre Infinite (1985-1986) fu uno sforzo della DC Comics di pulire la loro continuità, risultante in universi multipli, incluso quello di Terra-Uno, combinandoli in uno unico. Tutto ciò coinvolse la distruzione del multiverso, inclusa Terra-Uno e la prima comparsa della Terra post-Crisi.

## Versione post-52
Alla fine della serie limitata Crisi infinita, il mondo riallineato fu chiamato "Nuova Terra". C'erano ora 52 universi: "Nuova Terra", e le Terre 1 e 51. Nel numero finale di 52, si scoprì che furono creati 52 nuovi mondi, ma che la Nuova Terra fu alterata dall'incarnazione originale.
Questa Terra-Uno comparve nei romanzi grafici Batman: Terra-Uno e Superman: Terra-Uno.

## In altri media
Il costume del Batman di Terra-Uno è disponibile per il download nel videogioco Batman: Arkham City.